# Destination Unknown
Destination Unknown (Um destino ignorado, no Brasil / Destino desconhecido, em Portugal) é um romance policial de Agatha Christie, publicado em 1955.

## Resumo
Hilary Craven, após perder a filha para uma doença mortal e ser abandonada pelo marido,  planeja seu suicídio, mas é impedida pelo agente secreto britânico Jessop. Ele diz a Hilary que seus cabelos vermelhos lembram muito a aparência de Olive Betterton, a esposa de Thomas Betterton, um cientista nuclear que desapareceu e pode ter desertado para a União Soviética. Vários cientistas, de diferentes áreas, tem desaparecido sem deixar rastros e Jessop é um dos maiores interessados em solucionar o mistério.
Com a finalidade de descobrir o paradeiro do cientista, Hilary assume a identidade de Olive, morta há pouco tempo, e embarca numa jornada suicida, sem saber ao certo o que a aguarda, acompanhada de estranhos, rumo a um destino ignorado por ela. Os perigos aos quais é exposta fazem com que Hilary redescubra seu instinto de sobrevivência, que agora depende de muito mais do que apenas sua vontade.